# Fyrfläckig skulderbock
Fyrfläckig skulderbock (Pachyta quadrimaculata) är en skalbagge i familjen långhorningar. Skalbaggen är 11–22 millimeter lång och har halmgula täckvingar med fyra stora svarta fläckar, två fläckar på varje täckvinge. Skalbaggen förekommer i barrskogar från Europa (främst kontinentala Europa norr om Alperna) och vidare österut till Sibirien. Utbredningsområdets östra gräns går vid Amurfloden. Larven lever i ytligt liggande döda tallrötter och möjligen även i döda granrötter. Utvecklingstiden till imago är tre år. Det antas att förpuppningen sker i marken. Artens flygperiod, den tid då fullbildade skalbaggar kan ses, sträcker sig från omkring mitten av juni fram till slutet av juli. Skalbaggarna har för vana att besöka blommor, speciellt blommande strätta och älggräs.
I Norden förekommer fyrfläckig skulderbock i södra Finland och på Åland. Från Sverige finns äldre uppgifter (mer än 100 år gamla) om att den påträffats i landet, men inga fynd från senare tid varför etiketteringen av fynden i Sverige möjligen är osäker. Även från Danmark finns äldre uppgifter om att arten påträffats i landet, dock antas dessa röra exemplar som följt med importerat virke.